# Eric Rubio Barthell
Eric Luis Rubio Barthell (Mérida, Yucatán, 30 de junio de 1950) es un político mexicano, miembro del Partido Revolucionario Institucional, ha ocupado diversos cargos políticos, entre ellos el de diputado federal y senador.
Eric Rubio Barthell ha sido diputado federal por el IV Distrito Electoral Federal de Yucatán a la LIV Legislatura de 1988 a 1991, por el III Distrito Electoral Federal de Yucatán a la LVI Legislatura de 1994 a 1997, Senador por Yucatán de 2000 a 2006 y precandidato de su partido a Gobernador de Yucatán en 2007, sin haber logrado la candidatura que fue obtenida por Ivonne Ortega Pacheco.[cita requerida] En 2009 fue elegido nuevamente diputado federal a la LXI Legislatura del Congreso de la Unión de México por la vía plurinominal, para el periodo de 2009 a 2012.